# Школьная улица (Королёв, микрорайон Болшево)
Шко́льная у́лица — улица в микрорайоне Болшево города Королёва Московской области.

## История
Улица застроена частными домами и организациями.

## Трасса
Школьная улица начинается от Станционной площади, пересекает Гражданскую улицу и заканчивается на Береговой улице.

## Транспорт
Автобус:
- 14 (ст. Болшево — Красная Новь)[2]

Маршрутные такси:
- 8 (пл. Валентиновка — Гражданская ул. — ст. Болшево — ст. Подлипки)[3]
- 11 (ст. Болшево — дом отдыха «Болшево»)[4]
- 14 (ст. Болшево — Красная Новь)[2]

## Организации

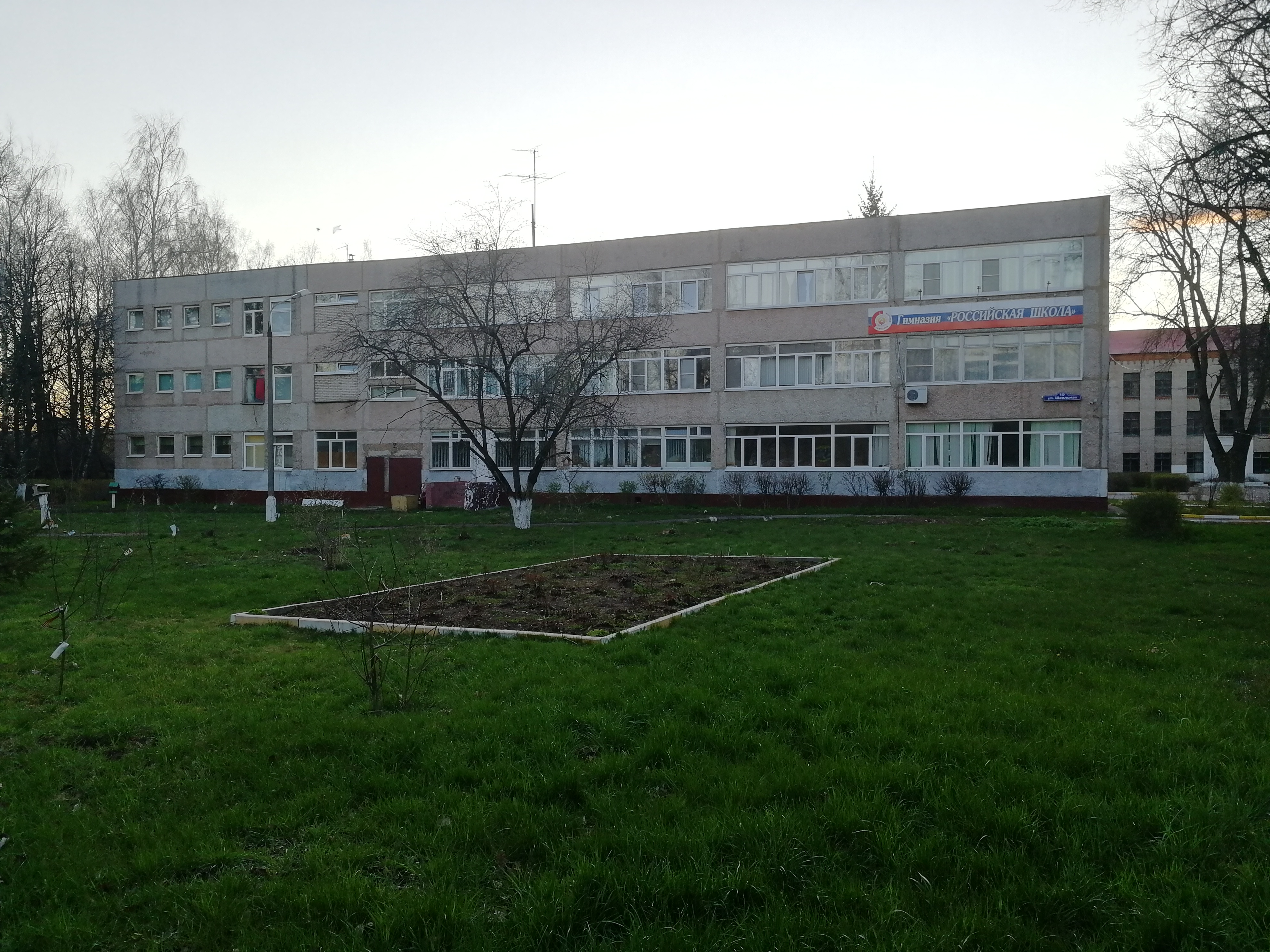
Дом 19, гимназия «Российская школа»

- дом 6: Пожарный гидрант № 1005 (K150, L14)
- дом 12/23: Пожарный гидрант № 0995 (K150, L36)
- дом 17б: Пожарный гидрант № 1008 (K100, L16)
- дом 18: Пожарный гидрант № 1007 (K200, L10), Пожарный гидрант № 1006 (K100, L4)
- дом 19а: Отдел краеведческой литературы филиала библиотеки им. Крупской, Пожарный гидрант № 1009 (K100, L18)
- дом 19: Доска воинской славы, посвящённая учащимся школы № 1, Болшевская средняя общеобразовательная школа № 1, Пожарный гидрант № 1054 (K150, L10), Пожарный гидрант № 1055 (K100, L10)
- дом 21в: Магазин «Продукты», Семейный медицинский центр «MedicaMente», Проектная фирма «ЭнергоПроект»
- дом 21: Селище «Болшевское-1»
- дом 28: Пожарный гидрант № 1010 (K100, L10)
- дом 34: Пожарный гидрант № 1011 (K100, L20)